# Deslocamento virtual
Em mecânica, ramo da Física que ocupa-se da dinâmica dos corpos,  deslocamento virtual de um sistema refere-se a qualquer mudança na configuração espacial do sistema resultante de uma mudança arbitrária e infinitesimal {\displaystyle \delta {\vec {r}}_{i}} na(s) coordenada(s) {\displaystyle {\vec {r}}_{i}} das partículas que o compõem, fazendo-se tais mudanças contudo de forma sempre consistente com todas as restrições e forças impostas ao sistema conforme definidas em um particular instante de tempo t.
Os conceitos de deslocamento e trabalho virtuais fazem-se necessários às resoluções de problemas mecânicos onde há vínculos ou restrições ao movimento; onde as forças atreladas aos vínculos e restrições não constituem dados conhecidos a priori e sim informações a serem também determinadas durante ou ao final das soluções.

## Definição
Um deslocamento virtual é qualquer deslocamento materialmente possível imaginado para o sistema frente às restrições determinadas em um especificado instante de tempo t; feito de forma coerente ou não com a real dinâmica a ser seguida pelo sistema ao evoluir no tempo.
O deslocamento é dito virtual justamente para se fazer distinção entre o deslocamento sendo definido e os possíveis deslocamentos reais do sistema - que ocorrem em um dado intervalo de tempo dt. No deslocamento real não há nada que impeça que os vínculos e as forças aplicadas também se alterem ao longo da evolução temporal do sistema, encontrando-se tais vínculos e forças contudo por definição essencialmente fixos durante o cômputo de qualquer deslocamento virtual. 
Nada impede que o deslocamento real a ser seguido pelo sistema encontre-se entre os possíveis deslocamentos virtuais, mas não há obrigatoriedade em tal relação.
Como exemplo que permite a distinção entre deslocamentos real e virtual pode citar-se uma partícula sujeita à restrição de se mover obrigatoriamente em uma superfície plana, digamos no interior de duas placas de vidro paralelas. Qualquer deslocamento virtual considerado para a partícula tem que dar-se ao longo de um plano definido pelas placas em um dado instante de tempo t, contudo, se as placas encontrarem-se também em movimento, digamos,  ao longo de uma direção perpendicular à sua superfície,  a trajetória real da partícula no intervalo de tempo dt não coincidirá com nenhum caminho virtual possível. 
No exemplo em questão percebe-se também que a força de vínculo, perpendicular à superfície (força normal), tem a ela associado um trabalho virtual sempre nulo; muito embora o trabalho real a ela associado não necessariamente o seja.

## Trabalho virtual
Satisfeita a definição, pode-se argumentar sobre o trabalho virtual associado às forças que atuam no sistema decorrente do deslocamento virtual.  O trabalho virtual segue a mesma linha de definição para o trabalho real:
{\displaystyle dT_{i}=F_{i}\delta r_{i}}
onde {\displaystyle dT_{i}} representa o diferencial de trabalho virtual associado à força {\displaystyle F_{i}} e ao deslocamento virtual {\displaystyle \delta {\vec {r}}_{i}} para a partícula {\displaystyle i}.

## Princípio do trabalho virtual
A partir das definições de trabalho virtual e equilíbrio dinâmico percebe-se que, no tocante à uma partícula em equilíbrio, quando "livre" [não sujeita a vínculo explícito]:
" É condição necessária e suficiente para que uma partícula esteja em equilíbrio que seja nulo o trabalho virtual de todas as forças que nela atuam para todo e qualquer deslocamento virtual da partícula”. 
Tal afirmação, conhecida como princípio dos trabalhos virtuais, estabelece que qualquer que seja o deslocamento diferencial imaginável para uma partícula, tal deslocamento não pode acarretar variação da energia cinética da partícula se esta estiver em equilíbrio; o que, no caso de forças conservativas, caracteriza o ponto de equilíbrio como um ponto de máximo (equilíbrio instável) ou de mínimo (equilíbrio estável) locais para a energia potencial.
O princípio dos trabalhos virtuais estende-se naturalmente para, e de fato é estabelecido para, um sistema de partículas onde a soma líquida dos trabalhos virtuais atrelados às resultantes das forças de vínculo em cada partícula resulte zero; caso em que tem-se o princípio do trabalho virtual matematicamente definido por:
{\displaystyle \Sigma F_{i}^{(a)}\delta {\vec {r}}_{i}=0} 
Ressalva-se que o o princípio dos trabalhos virtuais não é válido para qualquer sistema; este aplica-se apenas em os sistemas onde verifica-se de antemão a condição imposta, expressa matematicamente em:
{\displaystyle \Sigma f_{i}^{(v)}\delta {\vec {r}}_{i}=0}
Nas expressões acima {\displaystyle F_{i}^{(a)}} corresponde à resultante de forças explicitamente aplicadas à partícula {\displaystyle i} enquanto {\displaystyle f_{i}^{(v)}} corresponde à resultante das forças de vínculo que atuam sobre a partícula {\displaystyle i}; e os somatórios fazem-se sobre todas as partículas {\displaystyle i}, podendo por tal ser suprimido para o caso de partícula única, acima textualmente enunciado.